# Роза Долина
Ро́за-Доли́на — деревня в Азовском немецком национальном районе Омской области, в составе Цветнопольского сельского поселения.
Население — 402 (2021)
Основан в 1918 году.

## Физико-географическая характеристика
Деревня находится на границе степной и лесостепной зоны в пределах Ишимской равнины, являющейся частью Западно-Сибирской равнины), на высоте около 110 метров над уровнем моря. Гидрографическая сеть не развита: реки и озёра в окрестностях населённого пункта отсутствуют.
Роза-Долина расположена в 5 км к юго-востоку от административного центра сельского поселения село Цветнополье. Расстояние до районного центра села Азово по автомобильным дорогам составляет 42 км, до областного центра города Омск — 83 км.
Часовой пояс
Роза-Долина, как и вся Омская область, находится в часовой зоне МСК+3. Смещение применяемого времени относительно UTC составляет +6:00.

## История
Основан в 1918 году на нескольких смежных незаселённых переселенческих участков: № 1047 — Силинский, № 1048 — Сельденой, № 1055 — Перинный, обмежёванных ещё в 1914 году. Среди первых новосёлов преобладали немцы — выходцы из Екатеринославской и Волынской губерний и Ново-Узеньского уезда Самарской губернии. В пределах последнего в верховьях реки Еруслан располагалось село Розенталь. Возможно, в память об этом селении вновь заведенный посёлок получил такое название.
В официальных документах 1920-х годов из-за неточного перевода «Розенталь» в оборот вошли названия «Раздолина», «Розодолина». Позднее оно трансформировалось, и в переписи 1939 года закрепилось нынешнее название «Роза-Долина».
В 1918 году в посёлке было всего 10—12 дворов. Население посёлка быстро росло: к 1920 году в селе образовались 57 дворов с населением более 280 человек. В этом же году избран сельсовет. С 1924 года Роза-Долина входит в Цветнопольский сельсовет. Численность населения и количество дворов в 1-й половине 1920-х годов оставались почти неизменными. В 1926 году в посёлке проживало 293 человека, все относились к немецкой национальности, действовала школа I ступени.
В марте 1928 году образуется ТОЗ под названием «Пролетариат». В 1929 году сформировался колхоз «Фельдман» (в 1936 году — переименован в колхоз «Морген Рот», в 1950 году — в колхоз им. Кагановича). В течение 1926—1939 годов население выросло более чем на 130 человек. В течение двадцатилетия (1939—1959) общая численность населения сохранялась на уровне 420 человек.
В январе 1952 года местный колхоз присоединяют к ранее укрупненному колхозу имени Ворошилова (с 1957 года — имени Ленина) с центром в Цветнополье. С этого времени Роза-Долина лишается функций центра самостоятельного хозяйства, переходит на положение бригадного поселения. В это время в селе функционируют восьмилетняя школа, ФАП, торговые предприятия, библиотека, баня. Главную хозяйственную основу составляет МТФ, сооружается новое здание школы, клуба. Население в 1960—80-е годы стабилизировалось на уровне 150—370 человек.

## Население
| 1926 | 1939 | 2002 | 2003 | 2010 | 2021 |
| ---- | ---- | ---- | ---- | ---- | ---- |
| 293  | ↗420 | ↘405 | ↘391 | ↗415 | ↘402 |